# Copa Luis Villarejo
La Copa Luis Villarejo és una competició de Puerto Rico de futbol. És organitzada per la Federación Puertorriqueña de Fútbol i és oberta a tots els clubs afiliats a la federació.
La primera edició de la competició va incloure clubs de la Liga Nacional de Fútbol de Puerto Rico (LNF), la segona divisió Puerto Rico Soccer League (PRSL), així com Puerto Rico FC de la North American Soccer League (NASL).
La segona edició de la copa, inici esperat per setembre de 2017 va ser suspesa.
L'any 2019, començà la segona edició de la competició.

## Historial
| Temporada | Campió         | Resultat | Finalista             | Seu                         |
| --------- | -------------- | -------- | --------------------- | --------------------------- |
| 2016      | Puerto Rico FC | 4–1      | Criollos de Caguas FC | Juan Ramón Loubriel Stadium |